# David Mackay (pilote)
Pour les articles homonymes, voir David MacKay et MacKay.
David William Donald Mackay, né en 1957, est un pilote d'avion et astronaute de Virgin Galactic.

## Biographie
David Mackay nait en Écosse et vit à Helmsdale (Highland. Le père de David est un policier. David étudie l'ingénierie aéronautique à l'Université de Glasgow. Il commence à piloter en 1977.

## Carrière

### Royal Air Force
Il rejoint la Royal Air Force en 1979. Il pilote le Harrier GR3 en Allemagne et aux Malouines.

### Pilote d'essai
En 1986, il est sélectionné pour une formation de pilote d'essai. En 1988, il est diplômé de l'École du personnel navigant d'essais et de réception, française, grâce à un échange avec l'Empire Test Pilots' School (en) de la RAF. Il devient Commanding Officer du Fast Jet Test Flight de la RAF en 1992 à la MoD Boscombe Down de la RAF. La vitesse la plus rapide qu'il atteint est de Mach 1,4 sur un Mirage français. Il mène des essais sur le Harrier GR7 (en), le Sea Harrier FA.2, et le Short Tucano (en). Il vole avec le Fixed Wing Test Squadron. Il reçoit l'Air Force Cross en 1992.

### Virgin Atlantic
Il rejoint Virgin Atlantic en 1995 et pilote des Boeing 747 en tant que capitaine à partir de 1999. À partir de 2002, il pilote l'Airbus A340. Il termine sa carrière de pilote avec plus de 11 000 heures de vol.

### Virgin Galactic
Il rejoint Virgin Galactic en 2009, et est maintenant le pilote en chef. Il pilote les vaisseaux spatiaux suborbitaux SpaceShipTwo (SS2), qui doivent atteindre l'espace. Le premier vaisseau spatial SS2 à voler, dont il était l'un des pilotes, est le VSS Enterprise ; le deuxième vaisseau spatial SS2 est appelé VSS Unity. Le 22 février 2019, Mackay devient la 569e personne et le premier Écossais à visiter l'espace selon la définition américaine du vol spatial : VSS Unity atteint 89,99 km d'altitude, en dessous de la ligne de Kármán (100 km) internationalement reconnue.